# Кручинин, Алексей Дмитриевич
Алексей Дмитриевич Кручинин (род. 9 июня 1991, Костомукша, Карелия) — российский хоккеист, центральный нападающий. Мастер спорта России (2024).

## Карьера
Алексей Кручинин впервые встал на коньки в родной Костомукше, благодаря тому, что его отец был играющим тренером местной команды. Спустя некоторое время Алексей вместе с отцом стали ездить на тренировки в финский город Суомуссалми, однако из-за проблем с визой ему пришлось покинуть страну, после чего он стал заниматься в школе петербургского «Спартака». В четырнадцатилетнем возрасте Кручинин вновь отправился в Финляндию, где провёл год в команде из города Рованиеми, однако очередные проблемы с ученической визой заставили его вернуться в Санкт-Петербург.
Профессиональную карьеру начал в 2009 году в составе петербургского клуба Молодёжной хоккейной лиги «СКА-1946». В своём дебютном сезоне провёл 68 матчей, в которых набрал 25 (9+16) очков. Следующий сезон Кручинин провёл в клубе Высшей хоккейной лиги ХК ВМФ, в составе которого набрал 26 (9+17) очков в 58 матчах. Перед началом сезона 2011/12 проходил подготовку вместе с основным составом клуба КХЛ СКА и 13 сентября 2011 года в матче против нижнекамского «Нефтехимика» дебютировал в КХЛ.
Затем Кручинин вновь выступал в МХЛ и ВХЛ, где показал результативную игру, и после того, как он снова был вызван в основной состав СКА, 31 октября в домашнем матче против московского «Спартака» (3:1) он набрал своё первое очко в лиге, отдав результативную передачу на Патрика Торесена. 11 ноября вновь был отправлен в ХК ВМФ, в составе которого в первом после возвращения матче набрал 3 (1+2) очка. 22 ноября в матче против попрадского «Льва» Кручинин забросил свою первую шайбу в КХЛ.
6 декабря стал игроком ярославского «Локомотива», который в связи с авиакатастрофой 7 сентября воспользовался своим правом набирать игроков в возрасте от 17 до 22 лет, имеющих действующие контракты с клубами КХЛ и ВХЛ. Спустя некоторое время Кручинин был назначен капитаном ярославского клуба.
25 ноября 2013 года обменян в «Югру» на денежную компенсацию.
В 2014 году выступал за ярославский «Локомотив». С 2014 по 2018 был игроком челябинского «Трактора»
6 июня 2018 года стало известно о переходе хоккеиста в СКА. В 2019 году вернулся в «Трактор». В 2019—2020 годах играл в «Салават Юлаеве». С 2019 по 2020 год был хоккеистом китайского клуба «Куньлунь Ред Стар».
С осени 2020 года по апрель 2021 года выступал за «Динамо» СПб в ВХЛ.
1 мая 2021 года стало известно, что хоккеист перешёл в клуб КХЛ «Сибирь». Контракт был подписан на год. В сезоне 2021/22 набрал 10 очков (4+6) в 28 матчах.
Летом 2022 года перешёл в нижегородское «Торпедо». 26 декабря 2022 года сделал хет-трик в ворота «Куньлуня» (7:3). Всего в сезоне 2022/23 набрал 52 очка (15+37) в 60 матчах при показателе полезности +12. В плей-офф в 5 матчах набрал 2 очка (0+2) при показателе полезности −5. В плей-офф 2024 года по решению тренерского штаба участия не принимал. 9 июня 2024 подписал однолетний контракт с «Северсталью».

## Статистика
| Легенда | Легенда                    | Легенда | Легенда                   | Легенда | Легенда    |
| ------- | -------------------------- | ------- | ------------------------- | ------- | ---------- |
| И       | Количество проведённых игр | Штр     | Штрафное время            | +/−     | Плюс-минус |
| Г       | Голы                       | П       | Голевые передачи          | О       | Очки       |
| -       | Статистика неизвестна      | —       | Статистика не учитывалась |         |            |

### Клубная карьера
- a В этом сезоне в «Плей-офф» учитывается статистика игрока в Кубке Надежды.